# Ķekava
Ķekava és un poble a la riba esquerra d'un afluent del riu Daugava, en el municipi de Ķekava a Letònia, a 18 km de la capital Riga i a 8 km de Baloži, la població més propera.

## Història
El lloc és esmentat per primera vegada, en documents, el 1435 per l'existència del castell de Kekava amb uns molins d'aigua. Després de la divisió de Livònia el 1561, va formar part del ducat de Curlàndia i Semigàlia i des de 1793 de l'Imperi Rus. A partir d'aquest moment es va construir l'església luterana que avui es troba en el centre de la població. El creixement de la ciutat va començar principalment per les activitats una granja col·lectiva d'aus fundada el 1969, indústria que segueix en l'actualitat.